# Малголл (Оклахома)
Малголл (англ. Mulhall) — місто (англ. town) в США, в окрузі Логан штату Оклахома. Населення — 212 особи (2020).

## Географія
Малголл розташований за координатами 36°6′44″ пн. ш. 97°20′34″ зх. д. / 36.11222° пн. ш. 97.34278° зх. д. (36.112098, -97.342802).  За даними Бюро перепису населення США в 2010 році місто мало площу 2,11 км², уся площа — суходіл.

## Демографія
Згідно з переписом 2010 року, у місті мешкало 225 осіб у 88 домогосподарствах у складі 68 родин. Густота населення становила 107 осіб/км².  Було 104 помешкання (49/км²).
Расовий склад населення:
| - 89,8 % — білих - 1,8 % — чорних або афроамериканців - 1,3 % — корінних американців |

До двох чи більше рас належало 6,2 %. Частка іспаномовних становила 3,1 % від усіх жителів.
За віковим діапазоном населення розподілялося таким чином: 25,8 % — особи молодші 18 років, 57,3 % — особи у віці 18—64 років, 16,9 % — особи у віці 65 років та старші. Медіана віку мешканця становила 38,5 року. На 100 осіб жіночої статі у місті припадало 92,3 чоловіків;  на 100 жінок у віці від 18 років та старших — 83,5 чоловіків також старших 18 років.
Середній дохід на одне домашнє господарство  становив 56 436 доларів США (медіана — 57 083), а середній дохід на одну сім'ю — 58 834 долари (медіана — 52 000). За межею бідності перебувало 28,6 % осіб, у тому числі 26,2 % дітей у віці до 18 років та 0,0 % осіб у віці 65 років та старших.
Цивільне працевлаштоване населення становило 113 особи. Основні галузі зайнятості: роздрібна торгівля — 25,7 %, виробництво — 20,4 %, освіта, охорона здоров'я та соціальна допомога — 17,7 %.